# Libnotes (Libnotes) greenwoodi
Libnotes (Libnotes) greenwoodi is een tweevleugelige uit de familie steltmuggen (Limoniidae). De soort komt voor in het Australaziatisch gebied.